# Corazón
Corazón és un estratovolcà adormit de l'Equador, situat a uns 30 km al sud-oest de Quito, a la serralada Occidental, una secció de la gran serralada dels Andes. Presenta una caldera al cim, el qual s'eleva fins als 4.784 msnm.
La primera ascensió documentada del cim va tenir lloc el 20 de juliol de 1738 per Pierre Bouguer i Charles-Marie de La Condamine.